# Encruzilhada (Bahia)
Encruzilhada é um município brasileiro localizado no estado da Bahia, sendo um dos 24 municípios integrantes do Território de Identidade Sudoeste Baiano proposto pela Superintendência de Estudos Econômicos e Sociais da Bahia

## Topônimo
O município é conhecido como Encruzilhada devido ao cruzamento de estradas, local onde surgiu o povoado.

## Geografia
O município está situado na região Nordeste do Brasil, e faz parte da microrregião de Itapetinga e da mesorregião do centro-sul baiano.
A geografia do município é caracterizada por um relevo diversificado, com a presença de serras e colinas. A vegetação predominante na região é a Mata Atlântica. Além disso a cidade dispõe de recursos hídricos que contribuem para a disponibilidade de água na região. 
O município está situado a cerca de 614 km da capital baiana Salvador, o acesso é realizado através da BR-116.

## Limites e fronteiras
- Norte: Vitória da Conquista
- Leste: Macarani e Ribeirão do Largo
- Oeste: Cândido Sales
- Sul: Mata Verde e Divisópolis

## Infraestrutura

### Educação
No ano de 2021 o município possuía 30 escolas de ensino fundamental e 2 de ensino médio que atendiam crianças e adolescentes de 6 a 17 anos, e contavam com 20 docentes do ensino médio e 186 do ensino fundamental. Além disso a taxa de escolarização de crianças e adolescentes entre 6 e 14 anos, no ano de 2010, foi de 95%, mas de acordo com o IDEB, o desempenho foi inferior ao esperado cerca de 4,1 nos anos iniciais e 3,6 nos anos finais do ensino fundamental.

### Saúde
Em 2009, foram identificados 12 estabelecimentos de saúde que fazem parte do sistema único de saúde (SUS) na cidade, dentre elas destacam-se Unidade de Saúde da Família (USF) Zilda dos Santos, a USF de Vila Bahia,  o Hospital Municipal Milton Rocha e o Centro de Saúde Encruzilhada.